# جيمس هنري أمبروز غريفيثز
جيمس هنري أمبروز غريفيثز (بالإنجليزية: James Henry Ambrose Griffiths)‏ هو كاهن كاثوليكي أمريكي، ولد في 16 يوليو 1903 في بروكلين في الولايات المتحدة، وتوفي في 24 فبراير 1964.